# F
F je sedma črka slovenske abecede. Črka F se v slovenskem leposlovju pojavi najmanjkrat.

## Druge predstavitve
Braille
```
XX
X.
...

```

## PomeniF
- v mednarodnem sistemu enot,
  - F je oznaka za farad, SI enoto za električno kapacitivnost.
  - je f predpona za femto- (10−15).
- F je simbol za kemijski element fluor.
- ºF je stopinja Fahrenheitove temperaturne lestvice.
- F (angleško Fighter) je vojaška kratica, ki označuje lovca oziroma lovsko letalo.
- F je v fiziki ustaljena oznaka za silo.
- F je Mednarodna avtomobilska oznaka Francije.
- v matematiki,
  - predstavlja F števko šestnajstiškega sestava,
  - mala črka {\displaystyle f} pogosto označuje funkcijo,
- v glasbi,
  - F je nota.
  - f je oznaka za forte (glasno).
- v računalništvu je F okrajšava za FALSE (neresnično).
- v biokemiji je F enočrkovna oznaka za aminokislino fenilalanin